# Zdeňka Varhulíková
Zdeňka Varhulíková (19. března 1914 Praha – 26. července 1944 Drážďany) byla česká učitelka a odbojářka popravená nacisty.

## Život

### Před druhou světovou válkou
Zdeňka Varhulíková se narodila 19. března 1914 v Praze v rodině Růženy a Antonína Varhulíkových. Její otec se stal příslušníkem Československých legií. Pracovala jako odborná učitelka na měšťanských školách, kde vyučovala dějiny. Též byla organizátorkou dětských táborů a dětských tělovýchovných akcí. V roce 1934 vstoupila do levicově orientované Učitelské unie. V roce 1936 tajně vstoupila do Komunistické strany Československa. Měla v plánu stát se středoškolskou pedagožkou a nastoupila ke studiu na Filozofické fakultě Univerzity Karlovy. Studia nedokončila z důvodu uzavření českých vysokých škol Němci v roce 1939. Žila v Bubenči.

### Druhá světová válka
Po německé okupaci vstoupila Zdeňka Varhulíková do protinacistického odboje, kdy začala spolupracovat se svým bubenečským sousedem Františkem Pekáčkem na výrobě a distribuci ilegálních tiskovin. Od léta 1942 se zapojila do komunistického odboje, pro který pašovala munici z vlašimské továrny Sellier & Bellot. Zatčena gestapem byla v lednu 1943 během zátahu na členy bývalé Učitelské unie, její skutečná odbojová činnost byla odhalena až následně. Vězněna byla na Pankráci, vyslýchána v Petschkově paláci, po ukončení výslechů byla převezena do Drážďan, odkud mohla odeslat trojici dopisů. Podle informací z nich se přiklonila k víře v Boha, což bylo po nástupu komunistů k moci z propagandistických důvodů zamlčováno. Byla odsouzena k trestu smrti a 26. července 1944 v Drážďanech popravena. Popraven společně s ní byl i Karel Pekáček. Pohřbena byla rovněž v Drážďanech na hřbitově svatého Jana. V roce 1976 byly její ostatky přemístěny v rámci hřbitova do nového společného hrobu s památníkem.

## Rodina
Její otec Antonín Varhulík (1887–1967) bojoval jako legionář v Srbsku a ve Francii. Dva měsíce po dceři Zdeňce byl rovněž zatčen gestapem. Jeho proces byl pro nedostatek důkazů zastaven, přesto byl do konce války vězněn v koncentračních táborech Flossenbürg a Dachau. Pohřben je společně s manželkou na Bubenečském hřbitově, kde má Zdeňka Varhulíková umístěn i svůj kenotaf.

## Posmrtná ocenění
Po Zdeňce Varhulíkové byla pojmenována jedna z ulic v Holešovicích.